# Бута (Олт)
Бута (рум. Buta) — село у повіті Олт в Румунії. Входить до складу комуни Кримпоя.
Село розташоване на відстані 111 км на захід від Бухареста, 30 км на південний схід від Слатіни, 71 км на схід від Крайови.

## Населення
За даними перепису населення 2002 року у селі проживала 821 особа, усі — румуни. Усі жителі села рідною мовою назвали румунську.